# He Xiangu
He Xiangu (chiń. 何仙姑; pinyin Hé Xiāngū) – bóstwo chińskie z grupy Ośmiu Nieśmiertelnych, jedyna kobieta w tym gronie. 
Według legendy została pewnego dnia zaatakowana przez demona. Od śmierci ocalił ją Lü Dongbin, który następnie przyłączył ją do grona Nieśmiertelnych.
Uznawana jest za patronkę lekarzy. Jej atrybutami są lotos i brzoskwinia.